# Poecilanthe parviflora
Poecilanthe parviflora är en ärtväxtart som beskrevs av George Bentham. Poecilanthe parviflora ingår i släktet Poecilanthe och familjen ärtväxter. IUCN kategoriserar arten globalt som otillräckligt studerad. Inga underarter finns listade i Catalogue of Life.